# Rebelión de Esteban Moctezuma
La rebelión del general José Esteban Moctezuma fue una guerra civil de México librada en el año de 1832.
La acción marcial más destacada de esta rebelión es la batalla de El Gallinero, librada en Dolores Hidalgo, entre las tropas de Moctezuma de Zacatecas y las del general conservador Anastasio Bustamante. 